# Rumduol
Rumduol o Romdoul es uno de los siete distritos que forman la provincia camboyana de Svay Rieng, con una población estimada en marzo de 2008 de 46 944 habitantes. Está dividido en las siguientes  comunas (khum), que se muestran asimismo con población estimada de 2008:
- Bos Mon 4,674
- Chak 4,859
- Chrung Popel 4,508
- Kampong Ampil 3,486
- Meun Chey 5,370
- Pong Tuek 6,271
- Sangkae 4,118
- Svay Chek 4,856
- Thmea 2,817
- Thna Thnong 5,985[1]